# Isabela Burgundská
Isabela Burgundská (1270–1323, Chambly) byla německá královna, druhá manželka římského krále Rudolfa Habsburského.

## Život
V roce 1272 byla zasnoubená s Karlem Flanderským, který však zemřel už v roce 1277, v jedenácti letech. Postarší německý král, vdovec Rudolf, se s mladičkou čtrnáctiletou Isabelou oženil roku 1284 a doufal, že tímto sňatkem posílí své postavení ve švýcarských kantonech, což se mu nezdařilo. Manželství trvalo celých sedm let a zakončila ho Rudolfova smrt v roce 1291. Bezdětná Isabela se vrátila do Burgundska a znovu provdala za Petra IX. ze Chambly († 1319), se kterým měla přinejmenším jednu dceru Janu. Zemřela roku 1323 a byla pohřbena u augustiniánů v Paříži.